# Manmohan Singh
Manmohan Singh, född 26 september 1932 i Gah i Punjab (i nuvarande Pakistan), död 26 december 2024 i New Delhi, var en indisk politiker som var Indiens premiärminister från 2004 till 2014. Han avlade filosofie doktorsexamen vid Oxford University och blev Dr. Manmohan Singh.

## Biografi
Han var medlem i Kongresspartiet, Indiens traditionella maktparti, som trots en tillbakagång i andelen röster vid parlamentsvalen i april-maj 2004 lyckades vinna ett stort antal nya mandat och i spetsen för United Progressive Alliance vinna regeringsmakten från hindunationalistiska BJP. Sedan partiledaren Sonia Gandhi avböjt att söka premiärministerposten för egen del utsågs Singh - som förste sikh genom landets moderna historia - att bli partiets kandidat. Singh blev officiellt den nye premiärministern 19 maj 2004 när president A.P.J. Abdul Kalam gav honom uppdraget. Singh svor sedan ämbetseden 22 maj. 
Singh anses allmänt vara den politiker som inledde liberaliseringarna av den indiska ekonomin i början av 1990-talet, när han var finansminister i Narasimha Raos regering.  Han var själv ekonom till professionen, och arbetade tidigare för Internationella valutafonden. Sin utbildning fick han i Storbritannien på Nuffield College vid University of Oxford, St John's College vid University of Cambridge samt vid Punjab University (Chandigarh) i hemlandet.
Trots att Singhs ekonomiska politik under regeringsåren hade varit framgångsrik, åtminstone i medelklassen, förlorade han sin parlamentsplats i valet till Lok Sabha 1999. Tidigare har han varit parlamentsledamot (i Lok Sabha - underhuset) 1991-1996 och från 2001 (i Rajya Sabha - överhuset). Han var en av få premiärministrar i Indiens historia som blivit omvald för en andra mandatperiod. Han meddelade i början på 2014 att han inte stod till förfogande för en tredje mandatperiod. Han avgick den 26 maj 2014.
Singh var gift med kirtansångaren Gursharan Kaur från 1958, och de har tre döttrar.

## Karriär i korthet
- Professor (1963-1965) i Chandigarh (Punjab University)
- Professor (1969-1971), Delhi School of Economics , University of Delhi
- Direktör vid Reserve Bank of India (Indiens nationalbank) (1976-1980)
- Direktör vid Industrial Development Bank of India (1976-1980)
- Statssekreterare vid finansdepartementet (1977-1980)
- Chef för Reserve Bank of India (1982-1985)
- Indiens finansminister (21 juni 1991 - 15 maj 1996)